# Книга воина света
«Книга воина света» (порт. Manual do Guerreiro da Luz) — книга бразильского писателя Пауло Коэльо, опубликованная в 1997 году.

## Сюжет
Согласно сюжету, текст книги записывает мальчик, под диктовку таинственной дамы; по некоторым признакам можно предположить, что эта дама — Дева Мария.

Книга рассказывает нам о мистическом Воине Света, о человеке, который способен обучаться на своих ошибках, рассудительном и умном стратеге. Впрочем, как и остальные смертные, он не без греха. Он способен колебаться в своей вере, вере в то, что лишь путём долгих стараний и набранного опыта он сможет стать победителем. Для этого воина победа слаще древнего вина и тёплого хлеба в конце дня. Победа — это один из смыслов жизни. В безумии страстей он верит лишь в то, что верит. Его убеждений не поколебать даже самым лучшим друзьям. Это потому, что он их не слушает? — Нет. Он умён, и лишь тот, кто является воином Света, будет идти по своему пути, даже если он принесёт неудачу, так как он получит опыт, а опыт это его кредо. Он человек — способный видеть мир глазами детей. Он способен к анализу самого себя и всего вокруг. Но мыслить ему помогает душа, душа и его разум. Он верующий человек, и понимает, что не всё делается просто так. Он настойчив и всегда настойчиво добивается своего. Закончить мысль можно цитатой из книги

Воин Света — тот, кто способен постичь чудо жизни, бороться до конца за то, во что верует. И хотя никто не считает себя воином света, каждый может стать им.